# Risonanza magnetica della mammella
La risonanza magnetica della mammella è una tecnica di imaging biomedico che utilizza la risonanza magnetica, con l'ausilio di un mezzo di contrasto iniettato per via venosa, per lo studio della mammella. È un esame alternativo o complementare alla tradizionale mammografia e ha mostrato notevoli progressi nella diagnosi del tumore al seno.

## Confronto con altre tecnologie
La letteratura disponibile suggerisce che la sensibilità della risonanza magnetica della mammella con mezzo di contrasto nella rilevazione del tumore è notevolmente superiore a quella di una mammografia tradizionale o di una ecografia e viene generalmente considerata pari al 94%.
La specificità (la probabilità che una lesione evidenziata siacancerogena e non un falso positivo) è modesta (tra il 37% e il 97%) quindi un risultato positivo alla risonanza magnetica non deve essere interpretato come una diagnosi definitiva.